# Road Rash 3D
Road Rash 3D (другое название — Road Rash 3-D; также иногда используется сокращение RR: 3-D) — видеоигра в жанре мотосимулятор, разработанная и изданная компанией Electronic Arts для игровой платформы Sony PlayStation в 1998 году. Является пятой частью франшизы Road Rash и первой игрой в серии, где используется трёхмерная графика.

## Геймплей
Игровой процесс сходен с предыдущими играми серии. Игрок, управляя мотоциклом, должен проехать определённую дистанцию по уровню-автотрассе; кроме игрока, здесь присутствуют ещё несколько гонщиков и разнообразные препятствия (встречные автомобили, животные, заграждения, электроопоры, большие камни и др.). Задача игрока — прийти к финишу в одном из призовых мест (с первого по третье).
В игре присутствуют также элементы боёв между персонажами, что является одним из основных критериев геймплея. Чтобы нейтрализовать противника, игрок может использовать несколько видов «оружия» (например, обрезок металлической трубы или лом); противники также могут быть вооружены. «Оружие» можно получить, отобрав его у противника.
В игре доступны несколько различных мотоциклов, различающихся мощностью, массой и скоростью, что влияет на игровой процесс. К примеру, на более тяжёлых мотоциклах удобнее таранить противников, но на более лёгких можно развить бо́льшую скорость.

## Оценки

Кадр из игры

Игра получила средние оценки критиков.
К примеру, американский журнал GamePro поставил ей оценку 5 баллов из 5, отметив интересный геймплей и внутриигровой юмор и добавив, что игра «продолжила традиции серии». Другие журналы — Super Play и Power Unlimited — оценили игру в 83 балла из 100 и 7,9 баллов из 10. Веб-сайт GameSpot поставил игре оценку 7,6 баллов из 10, назвав её «хорошим симулятором гонок», но указав среди недостатков графическое оформление, отсутствие режима для двух игроков и не столь выраженный, как в предыдущих частях, акцент на сражениях между гонщиками.
Информационные сайты IGN и All Game Guide оценили игру в 5 баллов из 10 и 3 балла из 5. Достоинствами игры были названы геймплей, звуковое сопровождение, а также наличие разнообразных транспортных средств, недостатками — графика и управление. Особенное недовольство критиков вызвало то, что игра поддерживает только однопользовательский режим, в то время как в предыдущих играх серии, наряду с этим режимом, был также доступен мультиплеер; это, по мнению рецензентов, заметно ухудшает качество игры и не соответствует общим тенденциям серии.
Веб-сайт Game Revolution поставил игре оценку D-, назвав игру «худшим мотосимулятором». Сравнивая Road Rash 3D с предыдущими играми, критики заметили, что первая проигрывает свои предшественникам по многим параметрам (в частности, по игровому процессу и прорисовке моделей мотоциклов).
Сайты GameSpot и GameFAQs оценили игру в 7,6 и 6,5 баллов из 10, что примерно соответствует оценке «хорошо».
| Сводный рейтинг    | Сводный рейтинг |
| Агрегатор          | Оценка          |
| ------------------ | --------------- |
| GameRankings       | 67,06 %         |
| Иноязычные издания |                 |
| Издание            | Оценка          |
| GamePro            | 5 / 5           |
| GameRevolution     | D-              |
| GameSpot           | 7,6 / 10,0      |
| IGN                | 5,0 / 10,0      |